# Drapeau de Nauru
Le drapeau de Nauru a été adopté le 31 janvier 1968 à l'occasion de l'indépendance de ce pays vis-à-vis de l'Australie. Il a été créé par un habitant de l'île employé par le fabricant australien de drapeaux Evans.

## Symbolique
La bande jaune (rapport : 1:24) sur fond bleu représente l'équateur traversant l'océan Pacifique. La séparation du drapeau en deux évoque la dualité des lieux d'origine des premiers habitants.
L'étoile blanche placée sous la bande jaune symbolise la position de l'île de Nauru à 42 kilomètres au sud de l'équateur. Ses douze branches symbolisent les douze tribus à l'origine de la population du pays :
- Deiboe
- Eamwidara
- Eamwit
- Eamwitmwit
- Eano
- Eaoru
- Emangum
- Emea
- Irutsi
- Iruwa
- Iwi
- Ranibok

Sa couleur blanche représente le phosphate, la seule richesse de Nauru. Sa forme a donné son nom à un graphe 3-régulier, le graphe de Nauru.

## Histoire
Nauru, de par son histoire, a été représenté sous différentes bannières.

Empire allemand (21 octobre 1887 - 4 août 1914)
Empire britannique (4 août 1914 - juin 1921)
Australie (juin 1921 - 26 août 1942)
Empire du Japon (26 août 1942 - 13 septembre 1945)
Australie (13 septembre 1945 - 31 janvier 1968)
Nauru (depuis le 31 janvier 1968)